# St. Cyriakus (Grimlinghausen)

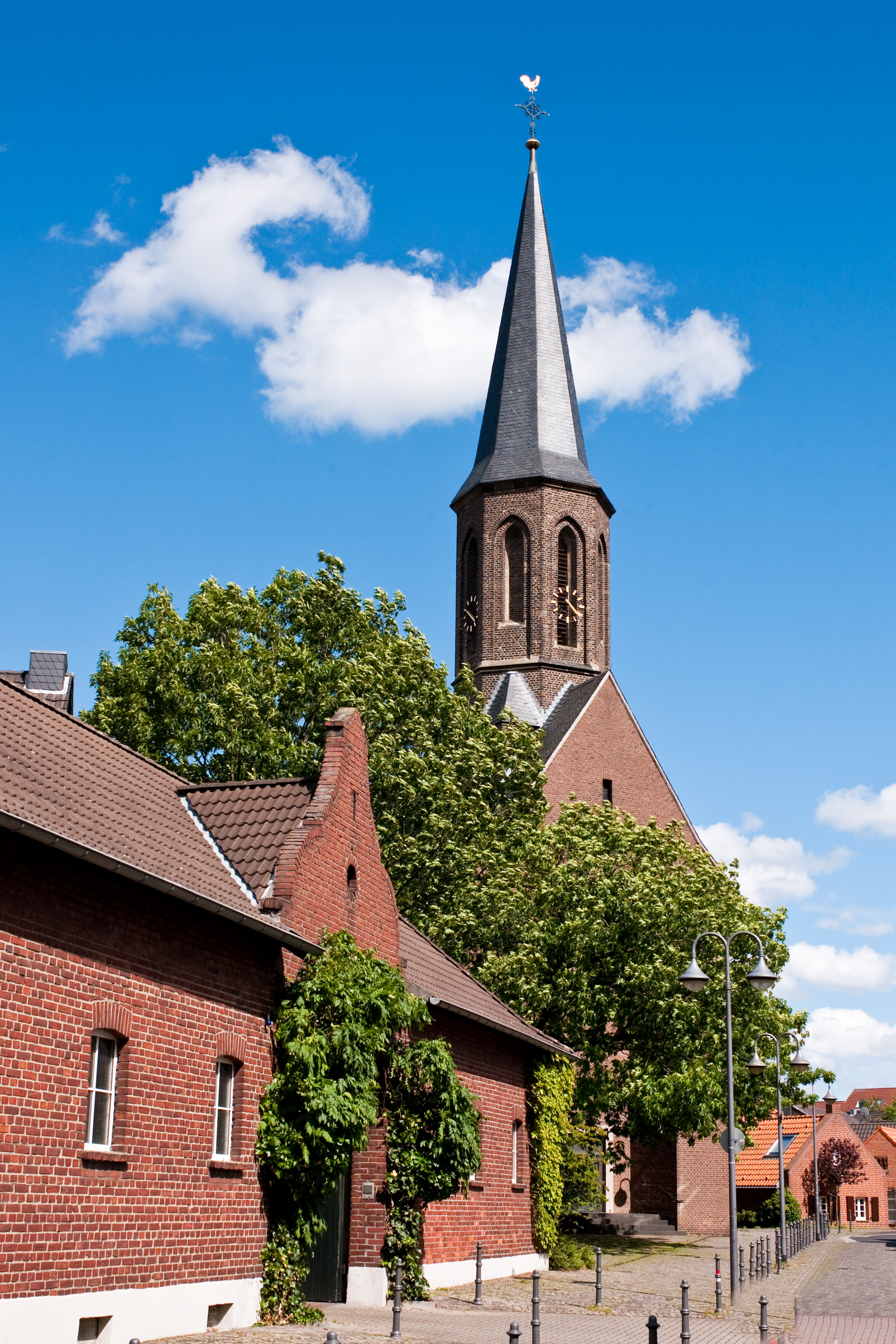
St. Cyriakus – von Südwest

St. Cyriakus ist die römisch-katholische Kirche von Grimlinghausen, einem Ortsteil von Neuss im Rhein-Kreis Neuss. Sie ist Filialkirche der Kath. Kirchengemeinde St. Quirinus Neuss. 

## Geschichte
Eine dem heiligen Cyriakus geweihte Kapelle befand sich zunächst in dem 1173 urkundlich genannten Quinheim. 1250 wurde sie als Parochie bezeichnet. Grimlinghausen hatte jedoch bereits eine eigene Kapelle nördlich des heutigen Reuterhofes. Durch eine Rheinbettverlagerung verschwand der Ort Quinheim um 1400 und die Pfarre musste um 1417 nach Grimlinghausen verlegt werden. 1475 zerstörten Truppen Karls des Kühnen im Zuge der Belagerung von Neuss die Kirche. Bereits im Jahr 1479 wurde ein Pfarrer an der nova ecclesia, der neuen Kirche, genannt. Das Kollationsrecht über die Kirche gehörte dem Neusser Quirinusstift.
Die dritte Kirche von Grimlinghausen wurde von 1861 bis 1863 an heutiger Stelle errichtet. Dort befand sich früher ein Jagdschloss der Herzöge von Jülich-Kleve-Berg. Der einschiffige neugotische Bau erfolgte in Kreuz-Langhausform mit Querschiff in West-Ost-Richtung. Die alte Kirche wurde 1866 abgebrochen. Die Pfarrkirche wurde im Zweiten Weltkrieg durch Artillerie-Beschuss stark beschädigt und nur notdürftig repariert, es durfte nur mit einer Glocke geläutet werden. Beim Wiederaufbau wurde der alte Chor beibehalten und das neue Mittelschiff von acht auf die Breite des Querschiffes von 18 Meter verbreitert. Der alte Kirchturm, der zuvor dem Gotteshaus vorgesetzt war, wurde in den Neubau einbezogen und trägt heute Dachreitercharakter. Weihbischof Wilhelm Cleven weihte den Erweiterungsbau am 6. März 1955.
Am Ostersonntag 1956 kam es durch Brandstiftung zu Beschädigungen in der Kirche. Von 1996 bis 1997 fand eine grundlegende Sanierung und Renovierung der Kirche durch die Architektengemeinschaft SSN aus Düsseldorf statt.
Zum 1. Januar 2025 fusionierte die Pfarrei St. Cyriakus mit 11 weiteren Pfarreien zur neugegründeten Kath. Kirchengemeinde St. Quirinus mit dem Quirinus-Münster als Pfarrkirche. Die Kirche St. Cyriakus dient der Gemeinde weiterhin als Filialkirche.

## Ausstattung

### Eingangsportal
Das aus Kupfer und Bronze bestehende Portal wurde 1972 von dem Kölner Künstler Heinz Gernot geschaffen. In der Gesamtheit als Teppich dargestellt, zeigt es Motive aus dem Leben des Pfarrpatrons St. Cyriakus.
Die Kreuzigungsgruppe links im Portalvorraum entstand um 1850/1860. Sie befand sich vor dem Kirchenumbau und der Erweiterung über dem Hochaltar.

### Langschiff
Das Langschiff wird durch sieben Trapezfenster erhellt, welche durch den Glasmaler Werner Eckgold entworfen und gestaltet wurden. Sie sollen symbolisch die Bevölkerung und den Ortscharakter darstellen. Alle Fenster wurden durch Einzelpersonen und Gruppierungen der Pfarrgemeinde gestiftet.
Die als „Münchener Arbeit“ bezeichneten 14 Kreuzwegstationen, in Holz geschnitzt und bemalt, befinden sich an der nördlichen und südlichen Seite des Langschiffs. Es handelt sich um eine Schenkung einer Familie Reinartz aus dem Jahr 1884.

### Altarraum
Das Hängekreuz (1700/1710) über dem Hauptaltar, Gabriel Grupello zugeschrieben, hing bereits in der alten Kirche über dem Hochaltar.
Der Altar wird gestützt von vier Tuffsteinblöcken mit Darstellungen der Evangelisten. Die beiden Ambonen schmücken  Darstellungen Johannes des Täufers und Moses. Der Taufbrunnen im nördlichen Kirchenschiff  zeigt ein Symbol des Hl. Geistes. Altar, Ambonen und Taufbecken wurden in den Kunstwerkstätten der Abtei Maria Laach aus Ettinger Tuff hergestellt.
Der Tabernakel von 1963 zeigt auf seinen Türen symbolhaft das Speisungswunder. Das Brot wird in der oberen Hälfte durch Ähren darstellt, im unteren Teil die Fische. Eine Trennung durch ein blaues Band stellt einen Bezug der Gemeinde zum Rhein her.

### Glocken
Die drei Stahlglocken aus den Jahren 1923/24 wurden 1992 durch Bronzeglocken ausgetauscht:
- Gloria in exelsis deo (fis – 800 kg)
- Sancta maria (a – 500 kg)
- Sancte cyriace (h – 350 kg)

Die Glockenweihe fand am 31. Mai 1992 durch Erzbischof Joachim Kardinal Meisner statt.